# Literatura antică

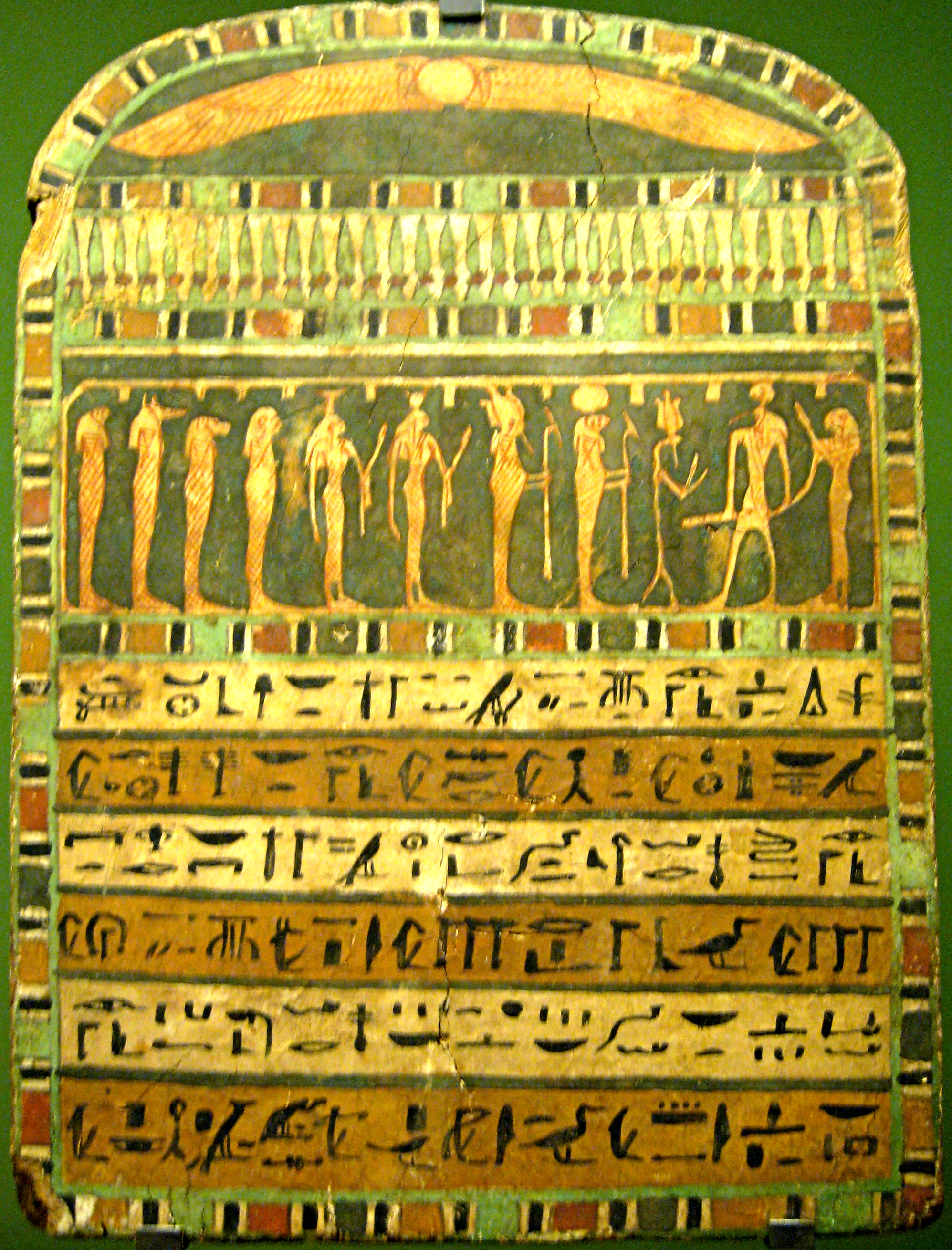
Fragment din Cartea Morților, 300 î.Hr.

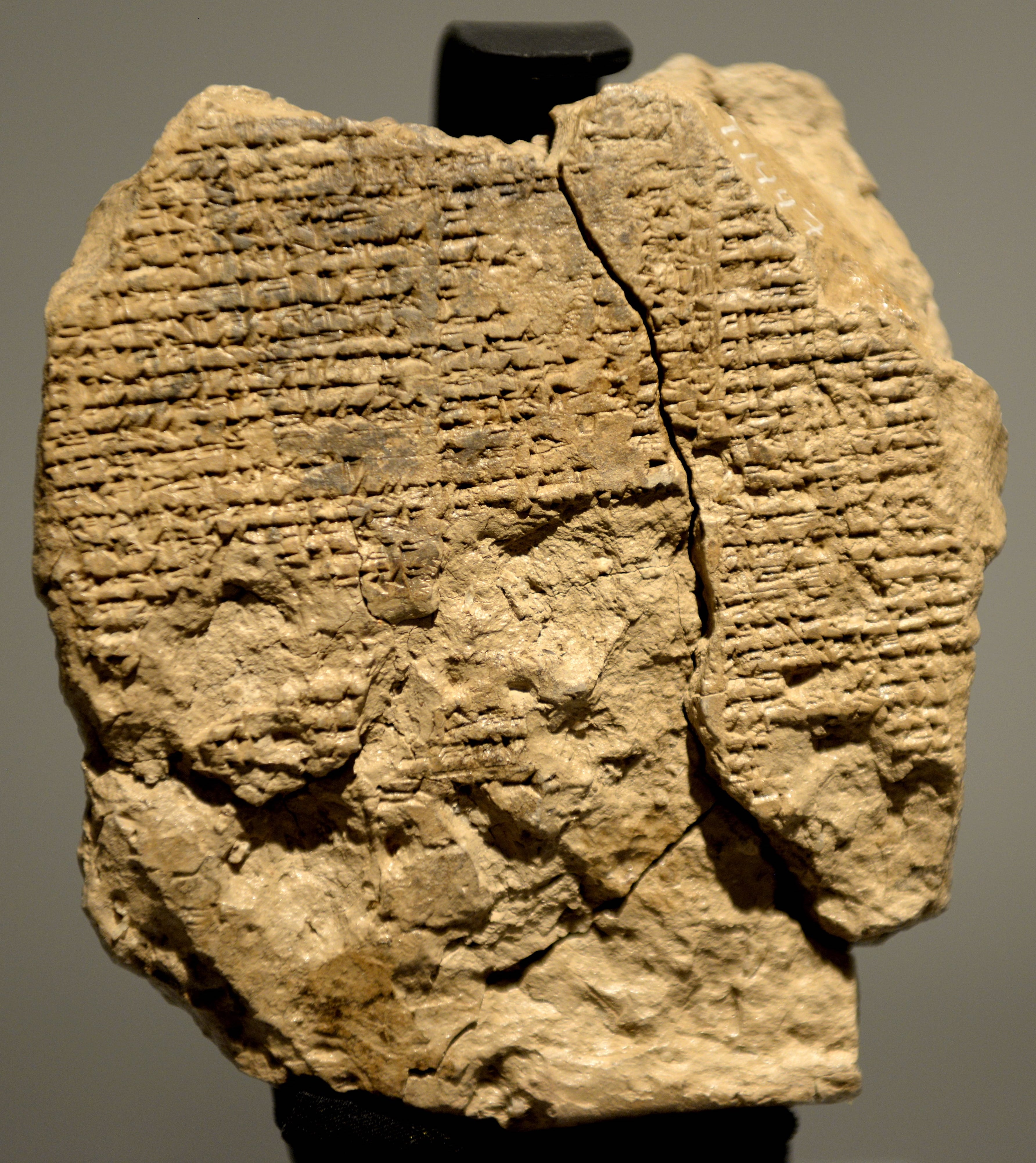
A V-a tăbliță a Epopeii lui Ghilgameș

Literatura antică a fost scrisă începând cu apariția scrisului (3000 î.Hr. - apariția scrierii cuneiforme) și până la sfârșitul secolului al V-lea (mai precis 476 d.Hr., când are loc prăbușirea Imperiului Roman de Apus).

## Epoca Bronzului
- Perioada timpurie (mileniul al III-lea î.Hr.)

-   - 2600 î.Hr.: Textele sumeriene de la Abu Salabikh et mon cull
  - 2400: Textele de la Piramidele egiptene
  - 2400: Piatra de la Palermo
  - 2350: "Maximele lui Ptahhotep"
  - 2270: Tabla cu imnuri sumeriene, atribuită lui Enheduanna (cel mai vechi autor de texte literare cunoscut)
  - 2050: codul sumerian al lui Ur-Namu, unul dintre cele mai vechi coduri juridice
  - 2000: Textele de pe sarcofagele egiptene
  - 2000: Cântece de jale sumeriene
  - 2000: Textul sumerian "Enmerkar și domnul din Aratta"

- Perioada medie

- Perioada târzie

## Epoca fierului

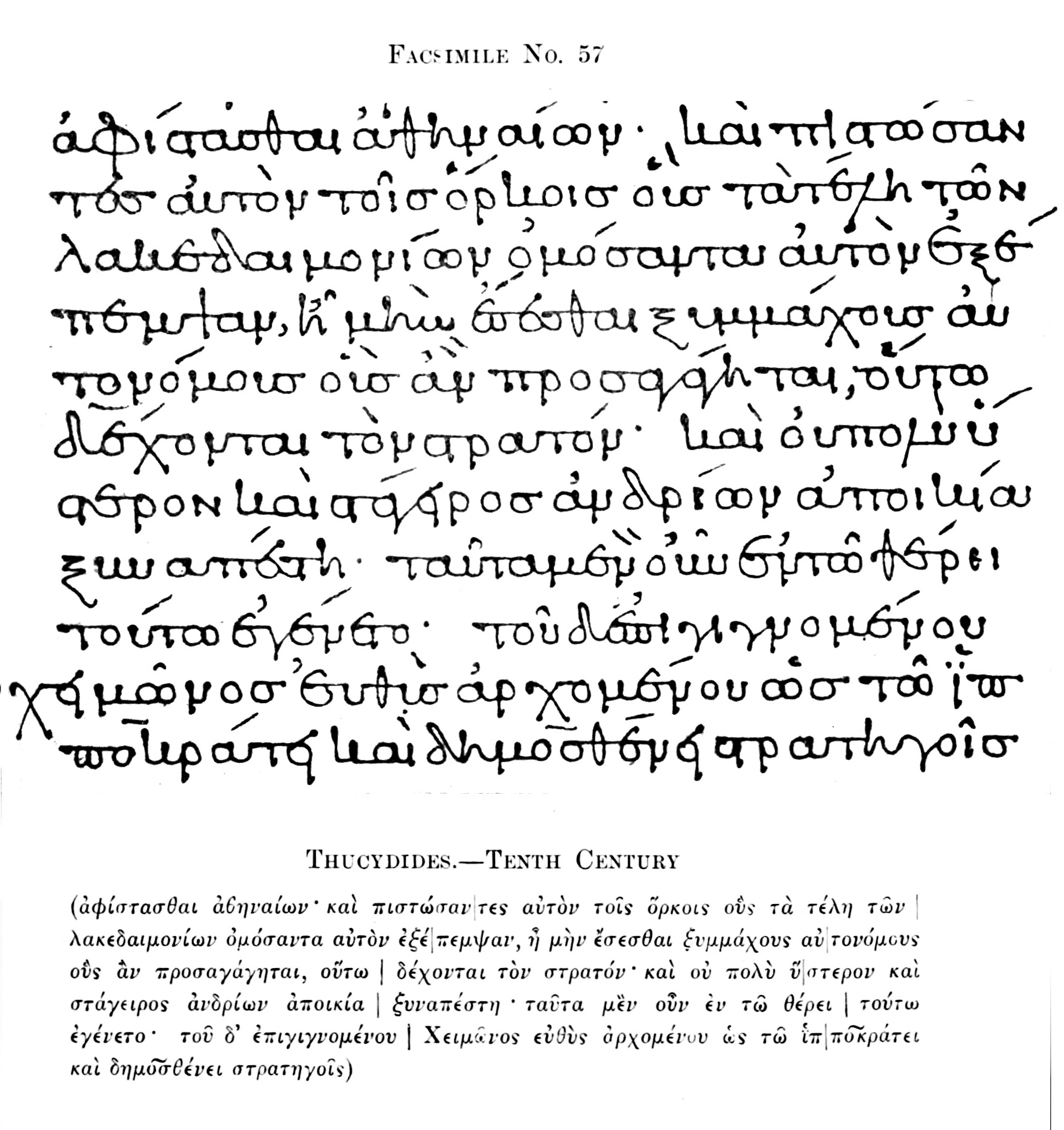
Tucidide, Manuscris